# Neuilly (Eure)
Neuilly é uma comuna francesa na região administrativa da Normandia, no departamento de Eure. Estende-se por uma área de 4,72 km². Em 2010 a comuna tinha 181 habitantes (densidade: 38,3 hab./km²).